# Robert Kaskoreff
Robert Kaskoreff, né le 1er juin 1909 à Berck et mort le 13 février 1988 à Rennes, est un horticulteur, industriel et résistant français, Compagnon de la Libération. Mobilisé au début de la Seconde Guerre mondiale, il décide, après l'armistice du 22 juin 1940, d'entrer en résistance et organise un réseau dans la région de Caen. Au cours de la guerre, il accède à de hautes fonctions au sein des mouvements de résistance des régions du Nord-Ouest de la France et participe à l'action des forces françaises de l'intérieur en Normandie et en Bretagne.

## Biographie

### Jeunesse et engagement
Robert Kaskoreff naît le 1er juin 1909 à Berck d'un père immigré russe. La famille se déplace ensuite à Caen, où le père devient propriétaire des pépinières du quartier de La Maladerie et y emploie son fils Robert,. Après son service militaire effectué au 401e régiment d'artillerie de défense contre aéronef de 1929 à 1930, il retourne travailler dans la pépinière familiale dont il devient directeur général,.

### Seconde Guerre mondiale
Lors de la mobilisation de 1939, Robert Kaskoreff est affecté au 404e régiment d'artillerie antiaérienne à Sedan. Après la drôle de guerre et au moment où va débuter la bataille de France, il est détaché à Vincennes et y suit les cours d'élève-aspirant. Il part ensuite pour Biscarosse pour y suivre un stage pratique de défense antiaérienne. Après l'armistice du 22 juin 1940, il est démobilisé sans avoir eu l'occasion de combattre et repart pour Caen. Désireux de poursuivre la lutte, il crée un réseau de résistance dans le Calvados en octobre 1941 puis, au début de l'année 1942, adhère à l'organisation civile et militaire (OCM),. Quittant son entreprise pour entrer en clandestinité, il devient chef départemental de l'OCM et, après avoir recruté un grand nombre de résistants, les organise en différents groupes et forme leurs chefs,. Dans le même temps, il travaille pour le réseau Centurie d'Alfred Touny qui opère pour le bureau central de renseignements et d'action et est promu capitaine. Il fournit au réseau un grand nombre de renseignements sur les infrastructures locales utilisées par les allemands, notamment l'aérodrome de Carpiquet et les installations du mur de l'Atlantique,. Il travaille également en collaboration avec un groupe de résistants installés à l'Abbaye d'Ardenne qui constitue clandestinement un arsenal et un centre d'instruction aux explosifs.
L'OCM étant intégrée à l'Armée secrète (AS), Robert Kaskoref devient en 1943 adjoint du chef du 3e bureau (conduite des opérations) de l'AS pour les départements du Calvados, de l'Orne et de l'Eure,. À travers cette zone, il communique avec les chefs des différents groupes de l'AS et mets en place des plans de destructions des emprises allemandes,. En vue de saboter les liaisons ennemies, il noue des liens avec les chefs de Résistance-Fer et des postes. Il fournit toujours également au réseau Centurie des plans de défenses côtières, d'aérodromes et d'usines. À la mi-décembre 1943, une dénonciation provoque une perquisition de la gestapo à l'abbaye d'Ardennes et une vague d'arrestations dont le propre père de Robert Kaskoreff,. En danger, celui-ci doit se cacher à Paris où il continue cependant son action sur les départements normands par l'intermédiaire d'agents de liaison.
Au début de l'année 1944, avec la création des forces françaises de l'intérieur (FFI), Robert Kaskoreff est nommé chef du 3e bureau de la région M regroupant quatorze départements de la Normandie, de la Bretagne et des Pays de la Loire,. Promu lieutenant-colonel après le débarquement de Normandie, il prend le commandement des sous-régions M1 et M2 correspondant à la Normandie et à la Bretagne,. Dans le cadre de la bataille de Normandie, ses hommes procèdent à la destruction de convois, au sabotage de voies ferrées et de lignes téléphoniques et font de nombreux prisonniers allemands. Le 24 juin, il devient également délégué militaire régional de la région M après l'arrestation de Jean Kammerer qui occupait alors le poste. Au fur et à mesure de l'avancée alliée et du recul des troupes allemandes, Robert Kaskoreff assure des missions de maintien de l'ordre dans les territoires libérés et participe à l'intégration des résistants FFI au sein de l'armée française de la Libération. Promu colonel en septembre 1944, il part le mois suivant pour Le Mans où il est adjoint du général commandant la 4e région militaire,. En novembre 1944, il est élu délégué représentant l'OCM à l'assemblée consultative provisoire puis il est démobilisé en août 1945.

### Après-Guerre
Après la guerre, il s'installe au Maroc où il gère une exploitation minière. Robert Kaskoreff meurt le 13 février 1988 à l'hôpital Pontchaillou de Rennes et est inhumé au cimetière Saint-Gabriel de Caen,.

## Décorations
|  |  |  |  |  |  |
|  |  |  |  |  |  |

| Chevalier de la Légion d'honneur       | Chevalier de la Légion d'honneur | Chevalier de la Légion d'honneur | Compagnon de la Libération Par décret du 19 octobre 1945 | Compagnon de la Libération Par décret du 19 octobre 1945 | Compagnon de la Libération Par décret du 19 octobre 1945 | Croix de guerre 1939-1945 | Croix de guerre 1939-1945 | Croix de guerre 1939-1945 |
| King's Medal for Courage (Royaume-Uni) |                                  |                                  |                                                          |                                                          |                                                          |                           |                           |                           |

## Hommages
- À Caen, une rue a été baptisée en son honneur[6].